# Mistrzostwa Świata Mężczyzn w Curlingu 1965
Mistrzostwa Świata Mężczyzn w Curlingu 1965 odbyły się pod nazwą Scotch Cup. Turniej rozegrano w Perth (Szkocja). W mistrzostwach uczestniczyło 6 reprezentacji, po raz pierwszy złoty medal zdobyła drużyna nie pochodząca z Kanady, była to amerykańska drużyna Buda Somerville.

## Reprezentacje
| Kraj              | Czwarty          | Trzeci            | Drugi           | Pierwszy       |
| ----------------- | ---------------- | ----------------- | --------------- | -------------- |
| Kanada            | Terry Braunstein | Don Duguid        | Gordon McTavish | Ray Turnbull   |
| Norwegia          | Ulf Engh         | Arne Ramstad      | Rolf Carlem     | Perfinn Hansen |
| Stany Zjednoczone | Bud Somerville   | Bill Strum        | Al Gagne        | Tom Wright     |
| Szkocja           | Chuck Hay        | John Bryden       | Alan Glen       | David Howie    |
| Szwajcaria        | Theo Welschen    | Hermann Truffer   | Karl Bayard     | Alfonse Biner  |
| Szwecja           | Tore Rydman      | Gunnar Kullendorf | Sigurd Rydén    | Börje Holmgren |

## Wyniki

### Klasyfikacja końcowa
| # | Kraj              |
| - | ----------------- |
| 1 | Stany Zjednoczone |
| 2 | Kanada            |
| 3 | Szwecja           |
| 4 | Szkocja           |
| 5 | Szwajcaria        |
| 6 | Norwegia          |

### Finał
|        | Wynik |                   |
| ------ | ----- | ----------------- |
| Kanada | 6 - 9 | Stany Zjednoczone |

### Półfinały
|         | Wynik  |                   |
| ------- | ------ | ----------------- |
| Kanada  | 8 – 4  | Szkocja           |
| Szwecja | 5 - 14 | Stany Zjednoczone |

### Round Robin
| Sesja |                   | Wynik  |                   |
| ----- | ----------------- | ------ | ----------------- |
| 1     | Szkocja           | 11 – 5 | Stany Zjednoczone |
| 1     | Szwecja           | 6 - 8  | Kanada            |
| 1     | Szwajcaria        | 11 – 8 | Norwegia          |
| 2     | Szkocja           | 12 – 8 | Norwegia          |
| 2     | Stany Zjednoczone | 9 – 8  | Kanada            |
| 2     | Szwajcaria        | 9 - 10 | Szwecja           |
| 3     | Kanada            | 11 – 7 | Norwegia          |
| 3     | Stany Zjednoczone | 9 – 7  | Szwecja           |
| 3     | Szkocja           | 29 – 8 | Szwajcaria        |
| 4     | Kanada            | 19 – 3 | Szwajcaria        |
| 4     | Szkocja           | 9 - 10 | Szwecja           |
| 4     | Norwegia          | 5 - 22 | Stany Zjednoczone |
| 5     | Kanada            | 9 – 7  | Szkocja           |
| 5     | Norwegia          | 7 - 8  | Szwecja           |
| 5     | Szwajcaria        | 3 - 22 | Stany Zjednoczone |